# ارکیده سنگاپوری
واندا میس جواکیم (به انگلیسی: Vanda Miss Joaquim) یا ارکیده سنگاپوری (به انگلیسی: Singapore Orchid) گل ملی کشور سنگاپور است.
در سال ۱۹۸۱ این ارکیده به عنوان گل ملی و نماد کشور سنگاپور انتخاب شد. این گل به افتخار پرورش دهنده ارمنی‌تبار آن آگنس جواکیم نام گذاری شده‌است.